# Supermayer
Supermayer est un groupe allemand de musique électronique, originaire de Hambourg, actif dans les années 2000. 

## Histoire
Le groupe est composé de Superpitcher et Michael Mayer. Les deux artistes solos se font surtout connaître par le biais du label techno Kompakt. Leur unique album, Save the World sort le 21 septembre 2007 et fait l'objet d'une bonne critique dans les magazines musicaux Intro, Groove, et le NME entre autres. Par la suite, le groupe fait des apparitions scéniques, allant jusqu'à clore le Decibel Festival en 2008. Supermayer ne montre plus signe d'activité depuis.

## Discographie

### Albums studio
- 2007 : Save the World

### Singles
- 2007 : Two of Us
- 2007 : Safe the World
- 2007 : The Art of Letting Go